# コクリコ坂から
『コクリコ坂から』（コクリコざかから、英題：From Up On Poppy Hill）は、原作：佐山哲郎、作画：高橋千鶴による日本の漫画。
2011年にアニメーション映画化された。

## 概要
タイトルの「コクリコ」は、フランス語でヒナゲシを意味する。原作者の佐山哲郎は元々歌人であり、与謝野晶子の短歌「ああ皐月仏蘭西の野は火の色す君も雛罌粟（コクリコ）われも雛罌粟（コクリコ）」（歌集『夏より秋へ』所収）から取ったとされる。また本作の街並みなどの情景は、横浜をイメージして描かれている。
漫画版は、『なかよし』（講談社）にて1980年1月号から同年8月号まで、全8話が連載された。単行本は同社より全2巻が刊行された。2010年に角川書店より新装版、2011年に同社より文庫版が発売された。
2011年、スタジオジブリ制作のアニメ映画版が公開された。同スタジオでは、宮崎駿以外の監督経験者は基本的に原作のある作品を題材に映画化しているが、原作のある作品において主人公や重要人物の氏名に著しい変更が行なわれたのは本作のみである。

## 漫画

### あらすじ（漫画）
10年前に乗った船が遭難し、行方不明となった船乗りの父と、仕事のためにアメリカに渡ったカメラマンの母を持つ小松崎海は、留守中、小松崎家を懸命に切り盛りしていた。
そのころ、海たちが通う港南学園では、新聞部部長の風間俊と生徒会長の水沼史郎が起こす騒動によって、生徒と教師が翻弄されていた。突如として新聞部によって発表される「ミスター・ミス港南」、物理法則をめぐる風間と水沼の賭け、制服廃止運動をめぐる風間と水沼の対立していた。こうした一連の騒動を海は冷ややかに見つめていたが、制服廃止運動の敗北の責任を風間が一身に負わされるのを見て、いつしか海は風間を擁護する声を上げるようになる。風間もまたひたむきな海にひかれ、2人は交際を始める。
しかし、ある日、水沼は風間に海と交際しないよう忠告する。水沼が海の母・小松崎虹江の仕事を手伝った際、偶然、海と風間の父親が同一人物であり、2人が異母兄妹であることを知ってしまったのである。水沼からそのことを聞かされた風間は海を傷つけないよう、父親のことを隠して海に別れを告げるが、それでも海のショックは大きく、やけになって不良の広瀬真と交際を始める。広瀬の本性を知る風間は海を放っておけず、広瀬の毒牙にかかりそうになっている海を助けるが、父親のことは話せなかった。
広瀬の魔の手から助けられた帰り道、海は偶然、祖父の小松崎島太郎から海と風間の父親が同一人物だと聞かされ、翌日、風間にことの真偽を確かめる。その際の海と風間のやりとりが広瀬の女友達に聞かれてしまったことで、海と風間が異母兄妹であるという噂が学校内で広まってしまい、海は精神的に追い詰められる。
海はつらい現実から逃避するかのように旅支度を始め、娘の様子を見かねた虹江はことの真相を海に話し始めた。

### 主な登場人物（漫画）

#### 小松崎家
小松崎 海（こまつざき うみ）
港南学園高等部1年（初登場時）。空・陸の姉。母に代わって、料理や裁縫などの家事をこなし小松崎家を切り盛りするしっかり者の少女。
真面目な性格で、次々と騒動を起こす風間を当初は嫌っていたが、次第に風間に惹かれていく。下宿人の北斗を慕っていたが、次第に彼に対する思いを妹が兄を慕うような気持と自覚するようになる。風間と交際を始めるが、一方的に風間に別れを告げられ、苦悩する。
北斗に「海をフランス語に訳すと、ラ・メール (la mer) になる」と教えられ、北斗や友人からはメールがつまってメルと呼ばれている。
父が帰ってきても家が分かるように、毎朝、国際信号旗（U旗およびW旗）を掲揚し、家族や下宿人と共に朝礼をするのが日課となっている。
小松崎 空（こまつざき そら）
海の妹・陸の姉。港南学園生徒。
学年を示す具体的な説明はないが、海が2年生に進級した際、海の級友から「空ちゃんも（高等部）1年生になったんだっけ」と言われる描写があり1歳年下であることが分かる。
異性やダイエットに興味津々な女の子。風間を慕っていたが、海と風間の気持ちを察し、身をひいた。
小松崎 陸（こまつざき りく）
海・空の弟。港南学園中等部1年（初登場時）。制服廃止運動の際に風間に傾倒し、以後、海と共に最後まで風間を擁護した。
小松崎 虹江（こまつざき にじえ）
海・空・陸の母。カメラマン。無造作に大金を使い、海を困らせる。
ストーリー開始時点では、仕事のためにアメリカに渡っていたが、やがて帰国する。近所では美人として有名。
小松崎 花（こまつざき はな）
海・空・陸の母方の祖母。
魚嫌いで、海が家計を切り詰めるためにいわしばかりを食卓に出すのに不満を持っている。ウォッカが好き。
小松崎 島太郎（こまつざき しまたろう）
海・空・陸の母方の祖父。虹江が海たちの父親と交際するのに反対したため、花と対立して家を追い出され（家が花名義だったため）、現在は海たちと別居している。アニメ映画では全く登場せず、海の会話によれば既に故人となっている。
北見 北斗（きたみ ほくと）
小松崎家に下宿する獣医の卵。海の思いに気づくことなく、帯広の牧場に就職し、海のもとを離れた。
港南学園の卒業生で水沼の兄と同期生。

#### 港南学園
風間 俊（かざま しゅん）
港南学園高等部2年（初登場時）。新聞部部長。
金太との賭け麻雀で公費を使いこみ、新聞の売り上げでそれを穴埋めするため、水沼と組んで、様々な騒動を起こし、新聞の売り上げを伸ばす自作自演をしていた。かねてから海に好意を抱いており、海が自分を擁護するようになってからはその思いをさらに強くして、海と正式に交際を始める。しかし、水沼からある事実を知らされ、苦悩する。
写真屋の子どもだが、自身は写真と関係がない商船大学への進学を希望している。
進学先は横浜国立大学。
水沼 史郎（みずぬま しろう）
港南学園生徒会長。港南学園一の秀才。風間の親友。頭はいいが風間と共に金太との賭けマージャンで公費を使いこみ、風間と共に様々な騒動を起こす。虹江の手伝いをしたときにある事実に気付き、風間と共に苦悩する。実家は料亭。
なお、原作ではフルネームは『なかよし』誌面の登場人物紹介にのみ記載されていた。本編中では俊など他のキャラクターから「水沼」「水沼さん」などと呼ばれており、単行本には（KCなかよし版、角川の各版とも）下の名前が示されていない。
広瀬 真（ひろせ まこと）
港南学園高等部3年。不良学生で、風間に対して遺恨を持ち、風間に対するあてつけから海を落とそうとする。しかし、広瀬の仲間が広瀬が海に接近した本当の狙いを話しているところを風間に聞かれ、海に強引に迫っているところに駆けつけた風間から一撃を喰らい、失敗する。アニメ映画では登場しない。

#### その他
金太（きんた）
英薫女子大学学生。水沼の実家で芸者のアルバイトをしている。
港南学園在学中に制服廃止運動を起こし、退学処分となった。海と風間の恋路を応援する。
無類の動物好きで家でたくさんのペットを飼っている。本名は安藤響子。
アニメ映画では登場しない。
広小路（ひろこうじ）
女性下宿人。「広小路さん」と呼ばれており、フルネームは判明していない。

### 書誌情報
- 『コクリコ坂から』高橋千鶴（作画）・佐山哲郎（原作）、講談社〈講談社コミックスなかよし〉全2巻

1. 1980年9月5日（第1刷）、ISBN 978-4-06-108363-9
2. 1980年12月5日（第1刷）、ISBN 978-4-06-108369-1
  - 第2巻に、『なかよし』1975年5月増刊号に掲載「ルーディの誕生日」、『なかよし』1980年9月号に掲載「ばくばくカバンと可愛ちゃん」を同時収録。

- 新装版『コクリコ坂から』 角川書店（全1巻）、2010年7月10日 ISBN 978-4048545143
- スタジオジブリ企画・編集『コクリコ坂から』角川文庫、2011年6月 ISBN 978-4043944446、解説宮崎吾朗

## アニメ映画
『コクリコ坂から』は、2011年7月16日に公開されたスタジオジブリ制作の日本のアニメーション映画。『ゲド戦記』に続く宮崎吾朗監督作品の第2作。
キャッチコピーは、上を向いて歩こう。
映画では、海の姓は松崎に変更されている。
2011年8月9日にNHK総合で映画製作裏側を取り扱ったドキュメンタリー『ふたりコクリコ坂・父と子の300日戦争〜宮崎駿×宮崎吾朗〜』が放送された。

### あらすじ（アニメ映画）

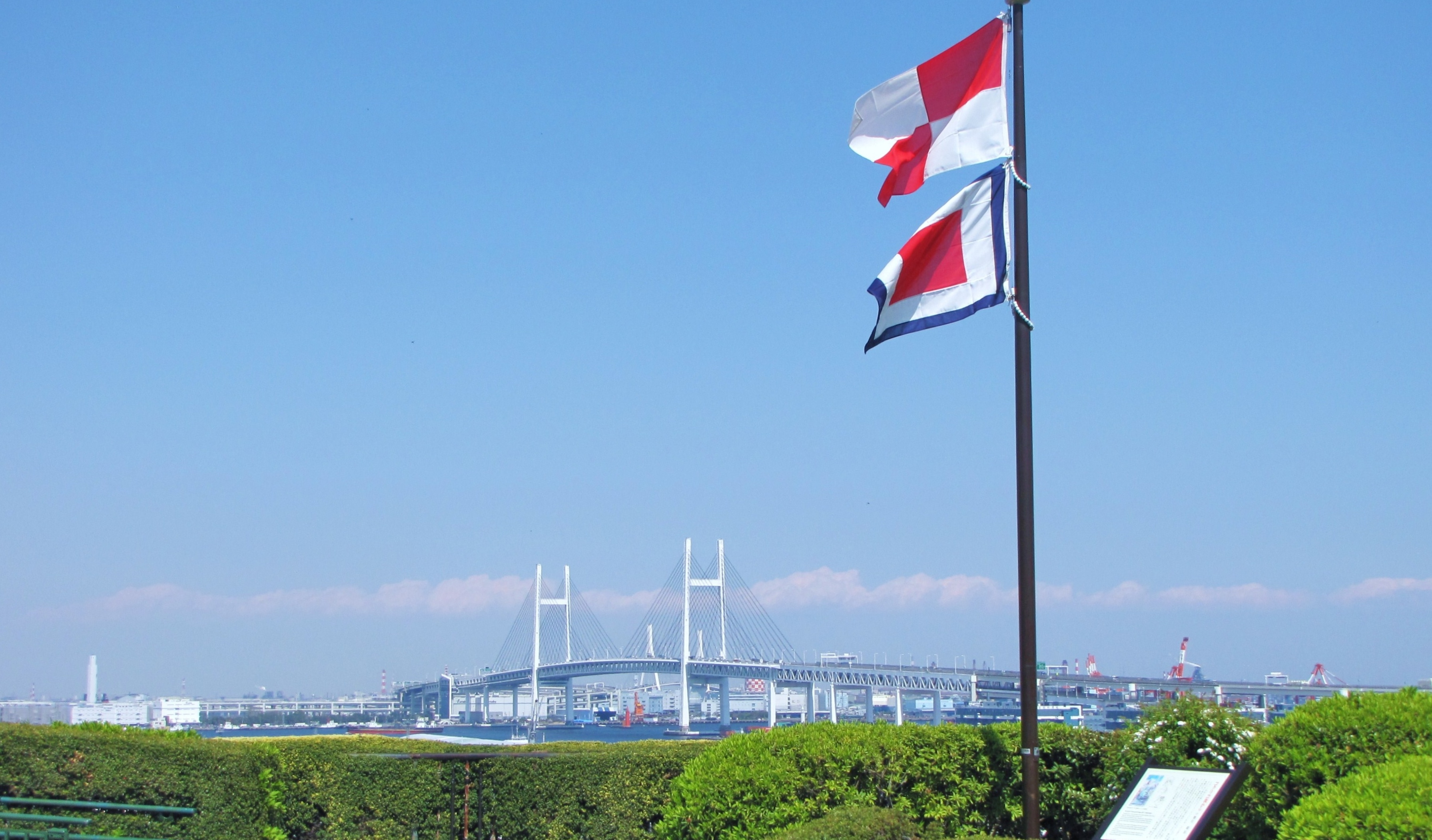
山手町（神奈川県横浜市・港の見える丘公園）

1963年（昭和38年）初夏、女子高生の松崎海は、横浜の海の見える丘に建つ"コクリコ荘"を切り盛りしている。海は、朝鮮戦争で機雷に触れて亡くなった船乗りの父を偲んで毎朝庭に国際信号旗（意味はU旗とW旗で「ご安航を祈る」）を揚げていたが、高校の学級新聞に"旗を上げる少女"の詩が匿名で掲載されると、それが自分のことではないかと胸をときめかせる。
海の高校には、男子文化部の部室棟“カルチェラタン”があり、老朽化による取り壊しの是非が論争になっていた。海は、取り壊し反対の論陣を学級新聞で張っている風間俊と知り合い、2人は淡い恋心を抱くようになる。俊に協力したいと思った海が、カルチェラタンの大掃除を提案すると、高校では女子生徒たちをも巻き込んだ一大掃除作戦が始まる。
ところが、コクリコ荘に下宿していた北斗の送迎パーティで、亡くなった父が友人2人と撮った写真を俊に見せてからというもの、俊は急によそよそしくなり2人の関係に距離ができてしまう。不安に思う海が問いただすと、海の父は俊の父と同一人物であり、戸籍を調べたところ、自分たちの父親は同じで、兄妹であることが分かったのだという。俊も又、自分の父のものだという同じ写真を持っていたのである。俊から今まで通り、ただの友達でいようと告げられた海は、深く落ち込んでしまう。
やがてカルチェラタンの大掃除が進むと、取り壊しに賛成していた生徒たちまでもが保存を望むようになる。しかし、学校側はそれを意に介することなく、取り壊しを決定する。生徒会長の水沼と共に海と俊は生徒の代表として東京に赴き、学校の理事長に直談判して、綺麗になったカルチェラタンを見学してもらう約束を取り付ける。その帰り道に、例の詩の作者が俊であったことを海は知る。海は気づいていなかったが、俊は毎朝コクリコ荘の前を養父のタグボート船で通っており、海の旗に応答する旗を船に揚げていたのだ。海はたとえ兄妹でも、俊のことがずっと好きだと告白すると、俊も海が好きだと答える。
海が帰宅すると、アメリカから帰国したばかりの母が待っていた。母によれば、俊は海の兄ではなく、引き揚げ船の事故で亡くなった友人の立花（写真に写っている友人のうちの一人）から父が引き取ってきた子だという。立花の妻は俊を産んで急逝しており、親戚も皆ピカドンで亡くなっていたために身寄りの無くなった俊を、父は自分の子として役所に届け出た。しかし、当時海を身ごもったばかりの両親にも俊を育てる余裕は無く、父の知り合いである俊の養親に譲り渡していたのだ。それを聞かされた海は、母の胸で泣き続ける。
翌日、約束通りにカルチェラタンを訪問した理事長は、生徒たちに共感してカルチェラタンの保存を約束する。喜びに沸く学校に、俊の養父から俊の生い立ちを知っているという人物が近くに来ているという連絡が入り、海と俊は港の大型船に駆けつける。大型船の船長を務めるその人物とは、海の父と俊の父のかつての親友で、写真に写っていた3人めの人物、小野寺善雄だった。たくましく生きる立花と澤村の息子と娘を目の前に、小野寺は力強い声で「ありがとう。こんな嬉しいことはない。」と2人と握手を交わす。小野寺から詳細を聞かされた2人は笑顔で肩を並べ、小野寺の船を見送る。タグボートの上から横浜の街並みと、コクリコ荘を眺める。そこにはいつも通りメルの掲げた旗が夕日に照らされていた。
そして翌朝、海は今日もいつものように旗を揚げる。今度は父親だけでなく、俊も船の上から見ていることを願いながら。旗への返答か、船の汽笛が聞こえてきた。

### 登場人物（アニメ映画）

U旗

W旗

松崎 海 - 声：長澤まさみ（幼少期 - 渡邉葵）
本作の主人公。港南学園高等学校2年で、アメリカにいる母の代わりにコクリコ荘での家事もこなしている。原作同様「メル」というあだ名で呼ばれるシーンがあるが、映画の中ではその由来は触れられていない。
船乗りであった父・澤村雄一郎が生きていた頃からの習慣で、海に向かって毎朝国際信号旗のU旗とW旗を掲揚している。この2字信号は「ご安航を祈る」(I wish you a pleasant voyage.) という意味である。
カルチェラタンの存続運動を通じて風間俊と惹かれ合うようになるが、戸籍から俊と兄妹であることが分かり、思い悩む。終盤、アメリカに留学していた母親の良子が帰国し、良子から自分と俊の関係の真相を聴き知り、俊とは戸籍上は兄妹ではあるものの、実際には俊が養子であったことから血の繋がりが無いことが分かる。
風間 俊 - 声：岡田准一
本作の準主人公で、港南学園高等学校3年。週刊の学校新聞「カルチェラタン」のチーフで、水沼と共に文化棟「カルチェラタン」存続運動の中心人物となっている。
養父は港でタグボート業を営んでいる。朝の登校にボートを利用していたため、海が揚げる信号旗を見ており、返事の信号旗を掲げていた。やがて海とは惹かれ合う仲となるが、それぞれが（家族に結び付けるような）同じ写真を持っていたなどから兄妹であること（空・陸を含む）が分かり、よそよそしくなる。
水沼 史郎 - 声：風間俊介
俊の親友で、港南学園高等学校3年。生徒会長。カルチェラタン存続運動の実質的な代表者。落ち着いた物腰で常に議論渦巻く学生陣を発言一つで纏め上げるだけの統率力を持つ。俊にサインを貰いに来た空と知り合い、親しくなる。
松崎 花 - 声：竹下景子
海の母方の祖母で、コクリコ荘の管理人。
松崎 空 - 声：白石晴香
海の妹。港南学園高等学校1年。俊が飛び降りた時の写真にサインを貰うために俊の元を訪れた際に水沼と知り合い、親しくなる。
松崎 陸 - 声：小林翼
海・空の弟。コクリコ荘で唯一の男性住人。幸子と同じく大食い。
松崎 良子 - 声：風吹ジュン
海・空・陸の実母。大学助教授でアメリカ留学中だったが、劇中終盤に帰国し、海と俊の関係について真実を話す。
北斗 美樹 - 声：石田ゆり子
コクリコ荘に下宿している女医。港南学園高等学校OG。劇中、栄転によりコクリコ荘を去る。水沼の姉とは同級生だった。原作に登場する男性獣医「北見北斗」に相当する。
広小路 幸子 - 声：柊瑠美
コクリコ荘に下宿している、油絵画家を目指す美大の3年。21歳。メガネとハネたボブカットが特徴。黒髪美人だが、生活はズボラで大食いである。海との関係は良好で、海がタメ口で会話できるほどの間柄。部屋の窓が海側に面しており、風間が挙げていたタグボートの旗にいち早く気づいて油絵に描いていた。
友子（ともこ）
花が雇った家政婦で、彼女の身の回りの世話の他、海が学校へ行っている間の家事全般を引き受けている。友子の給金は花が出している。
澤村 雄一郎 - 声：岡田准一
海・空・陸の実父。戦後は船乗りをしていたが、朝鮮戦争の際に国連軍の兵員輸送に従事し、乗り組んでいたLSTの触雷沈没で死亡した。海が毎日欠かさず旗を揚げているのは、父である彼が自分の帰るべき家であることが分かるようにするためである。
元・海軍軍人で、立花・小野寺とは海軍時代からの親友同士。3人で写った写真が海と俊の元に残されており、俊はその写真の澤村を実父だと思っていた。
朝鮮戦争に出向く前、親友である立花が事故で死亡し、立花の実子で身寄りがいなくなり、放っておけば孤児院行きになるはずだった赤ん坊の俊を引き取り、自身の実子として出生届を出した。俊が戸籍上、海の実兄となっていたのはそのためである。しかし澤村も経済的に貧しく、自身が船乗りである一方妻がまだ学生であるうえに妊娠中で養育が困難であったため、やむなく船乗り仲間である風間明雄に俊を託し、養子に出した。
風間 明雄 - 声：大森南朋
俊の養父。子供を早くに亡くし、それ以降も子供に恵まれなかったため、船乗り仲間だった澤村の申し出を受けて俊を養子に迎えた。澤村とは軍人時代からの知り合いではないため、俊の生い立ちについての詳細は知らず、澤村が俊の実父だと思っていた模様。
立花 洋 - 声：風間俊介
俊の実父。故人。澤村・小野寺と海軍時代からの親友だった。俊の出生時に妻を亡くし、その直後に自身も海難事故により死去した。親族もピカドンの影響で俊の養育ができる状態ではなかったため、親友であった澤村が俊を実子として迎え、出生届を出した。
小野寺 善雄 - 声：内藤剛志
良子・明雄の知人で、海の実父である澤村雄一郎と、俊の実父である立花洋とは海軍軍人だった頃の親友。写真に写った親友3人組の中で、劇中時点まで生存している唯一の人物。偶然横浜に寄港した際、俊の複雑な生い立ちを説明するよう依頼を受け、船に俊と海を迎え、出航時間を延ばしてまで詳しく話して聴かせた。最後は立派な青少年に育った海と俊に逢えたことを涙ながらに喜んだ。
徳丸理事長 - 声：香川照之
港南学園高等学校を経営する法人の理事長。会社「徳丸書店」を経営する実業家でもあり、非常に多忙であるが、若者の主張に理解を示す頭の柔らかい人物であり、綺麗にしたカルチェラタンを見るために自身の予定を変更してまで学校を訪れ、カルチェラタン存続を即決した。豪放磊落な性格の人格者。モデルはスタジオジブリ初代社長であり、学校法人逗子開成高等学校の理事長を務めていた徳間康快。
徳丸ビル受付係 - 声：藤巻直哉
徳丸ビルの受付係にいる男性。急を要するためにアポを入れずに直訴に来た海たち3人を門前払いすることなく話を聴き、社長室が4階にあることを案内する。
徳丸理事長の秘書 - 声：伊藤綾子
アポなしで直訴に来た海たち3人に社長は多忙なので逢えないかもしれないが、それでも良いなら待つようにと伝える。事務的で冷たい印象を与える女性だが、3人のために茶を入れて持ってくるなど、門前払いはせず最低限のことはしてくれた。
悠子 - 声：手嶌葵
海の学友。昼食はアンパン。
信子 - 声：冠野智美
海の学友。学食のカレーうどんが好み。父が大工。
全校討論会壇上の発言者 - 声：桝太一
カルチェラタン取り壊し賛成派の学生。挙手をせずに発言に割り込んだ俊に苦言を呈するが、後に海の発案で全校生徒を総動員してのカルチェラタン大清掃をすることとなり、その過程でカルチェラタンが奇麗になるにつれて存続派に鞍替えし、徳丸による鶴の一声でカルチェラタン存続が決まった時には涙を流して喜んだ。
その他キャスト
村山喜彦、菅谷大介、藤田大介、増岡裕子、蟹江一平、石田圭祐、金沢映子、藤側宏大、清水圭吾、木津誠之、西岡野人、柳橋朋典、亀田佳明、斉藤祐一、吉澤宙彦、植田真介、城全能成、寺尾たかひろ、嶋田翔平、田中宏樹、反田孝幸、上川路啓志、原田大輔、高塚慎太郎、加藤満、玉野井直樹、粟野史浩、松尾勝久、佐川和正、神野崇、茶花健太、前田一世、宮下ともみ、下池沙知、金松彩夏、館めぐみ、坂田真裕子、杉浦慶子、菊池啓介、木山廉彬、永尾斎、國松卓、佐藤俊介、酒井扇治郎、翠真平、橘洋司、相馬一貴、千葉勇佑、櫨山俊介、石黒光、藤井和馬、真鍋良彦、諸岡貴人

### スタッフ
- 原作 - 高橋千鶴、佐山哲郎『コクリコ坂から』（角川書店〈現・KADOKAWA〉刊）
- 監督 - 宮崎吾朗
- 企画 - 宮崎駿
- 脚本 - 宮崎駿、丹羽圭子
- 音楽 - 武部聡志（徳間ジャパンコミュニケーションズ）
- キャラクターデザイン - 近藤勝也
- 作画監督 - 山形厚史、廣田俊輔、高坂希太郎、稲村武志、山下明彦
- 美術監督 - 吉田昇、髙松洋平、大森崇
- 撮影監督 - 奥井敦
- 音響監督・整音 - 笠松広司
- 動画検査 - 斉藤昌哉
- 色指定 - 森奈緒美、高栁加奈子
- アフレコ演出 - 木村絵理子
- サウンドデザイン -武部聡志
- 録音 - 名倉靖
- フォーリー - 山口美佳
- 効果助手 - 松長芳樹、千本洋
- 編集 - 瀬山武司
- 制作担当 - 古城環
- 制作デスク - 伊藤郷平、吉川俊夫
- 制作進行 - 居村健治、三吉弓子、坂本太夫、渋谷美音、橋本綾
- 演出助手 - 仲澤慎太郎、清川良介
- プロデューサー - 鈴木敏夫
- 製作 - スタジオジブリ、日本テレビ放送網、角川書店、博報堂DYメディアパートナーズ、ウォルト・ディズニー・ジャパン、ディーライツ、東宝
- 特別協賛 - KDDI
- 特別協力 - ローソン、読売新聞
- 制作 - スタジオジブリ
- 配給 - 東宝

### 主題歌
「さよならの夏 〜コクリコ坂から〜」
作詞 - 万里村ゆき子 / 作曲 - 坂田晃一 / 編曲 - 武部聡志 / 歌 - 手嶌葵（ヤマハミュージックコミュニケーションズ）
オリジナルは、森山良子が歌っており、1976年4月から6月に読売テレビ・日本テレビ系で放送された同名のテレビドラマの主題歌だった。

#### 挿入歌
「上を向いて歩こう」
作詞 - 永六輔 / 作曲 - 中村八大 / 歌 - 坂本九（EMIミュージック・ジャパン）
「朝ごはんの歌」
作詞 - 宮崎吾朗・谷山浩子 / 作曲 - 谷山浩子 / 編曲 - 武部聡志 / 歌 - 手嶌葵
「初恋の頃」
作詞 - 宮崎吾朗・谷山浩子 / 作曲 - 谷山浩子 / 編曲 - 武部聡志 / 歌 - 手嶌葵
「紺色のうねりが」
原案 - 宮沢賢治 / 作詞 - 宮崎駿・宮崎吾朗 / 作曲 - 谷山浩子 / 編曲 - 武部聡志 / 歌 - 手嶌葵
「白い花の咲く頃」
作詞 - 寺尾智沙 / 作曲 - 田村しげる
書き下ろしの挿入歌3曲の作曲と2曲の作詞を担当した谷山浩子は物語の舞台となった横浜の出身であり、当時の横浜をイメージして制作された。

### 製作に至るまでの経緯
製作発表から何十年も前に、宮崎駿の山小屋に姪や甥が遊びにきていて、少女漫画雑誌が置いてあり、その中に載っていた漫画を気に入った駿は、遊びにきていた友人の押井守、庵野秀明と漫画を読んで映画になるか激論したり、長年映画化を検討したりしていた。そして前作『借りぐらしのアリエッティ』製作中に正式に映画化されることが決定した。
スタジオジブリ経営5ヵ年計画における若手の登用を目的とした『借りぐらしのアリエッティ』に次ぐ第2作であり、本作の監督は駿の長男・宮崎吾朗が起用された。宮崎駿、高畑勲以外の人物が、スタジオジブリの映画として2作目の監督作品を製作するのは、本作が初めてとなった。『ゲド戦記』で吾朗が監督に起用されたことに反対していた駿は「映画監督は2本目が大事で、本当の評価が出る。1本目はビギナーズラックもあるんだ」「2本目が成果が問われる。ダメだったら解任の可能性もあるが、やらせよう」と発言している。
担当声優は過去にもジブリ作品で声をあてた者が多く起用されている。

### 公開
日本全国457スクリーンで公開され、2011年7月16 - 18日の初日3日間で興収約5億8700万円、動員約45万人になり映画観客動員ランキング（興行通信社調べ）で初登場第3位、最終興収は2011年度興行収入邦画第1位の44.6億円を記録した。
フランスでは2012年1月11日に公開。初日で約1400人の動員を集め、同日公開作品の2位となるスタートになった。

### 受賞
- 第35回日本アカデミー賞 最優秀アニメーション作品賞[16][17]
- 第29回ゴールデングロス賞 日本映画部門 優秀銀賞[18]
- 第11回東京アニメアワード アニメーションオブザイヤー 国内劇場部門優秀作品賞 音楽賞

### テレビ放送
2013年1月11日、日本テレビ『金曜ロードSHOW!』にてテレビ初放送。視聴率は13.0パーセントを記録（ビデオリサーチ調べ）。
| 回数 | 放送日時       | 視聴率 | 備考                                                         |
| ---- | -------------- | ------ | ------------------------------------------------------------ |
| 1    | 2013年01月11日 | 13.0%  |                                                              |
| 2    | 2016年08月12日 | 09.6%  |                                                              |
| 3    | 2020年08月21日 | 11.4%  | エンディングカット                                           |
| 4    | 2023年07月14日 | 07.0%  | 当初より10分繰り下げ放送 (21:10 - 23:04)。エンディングカット |

### ソフト
2012年6月20日に発売されたBlu-ray『ジブリがいっぱいCOLLECTION コクリコ坂から 横浜特別版』（特典DVD、横浜ガイドマップ付初回限定版）は、初週2.1万枚を売上げ、2012年7月2日付オリコン週間BDランキング総合首位を獲得している。ジブリ映画のBlu-rayとしては『借りぐらしのアリエッティ』（3.7万枚）に次ぐ歴代2位の記録となる。また同時発売となったDVDも、DVD通常盤も2.8万枚で総合2位、DVD横浜特別版が2.3万枚で総合3位となり、いずれも上位3位以内を記録した。

### 関連書籍
- 宮崎駿・丹羽圭子『脚本 コクリコ坂から』角川書店、および角川文庫、各・2011年6月 ISBN 978-4043944453
- ニュータイプ編『コクリコ坂から ビジュアルガイド』角川書店、2011年7月 ISBN 978-4048546539
- 徳間アニメ絵本 (32) 『コクリコ坂から』徳間書店、2011年8月 ISBN 978-4-19-863211-3
- スタジオジブリ編『コクリコ坂から ジブリの教科書17』文藝春秋〈文春ジブリ文庫〉、2018年2月 ISBN 978-4-19-863211-3